# Resolución 313 del Consejo de Seguridad de las Naciones Unidas
La resolución 313 del Consejo de Seguridad de las Naciones Unidas, adoptada por unanimidad el 28 de febrero de 1972, exigía que Israel desistiera y se abstuviera inmediatamente de toda acción militar terrestre y aérea contra el Líbano y retirara todas sus fuerzas del territorio libanés